# Jorén Tromp
Jorén Tromp (Alkmaar, 1 november 1988) is een Nederlandse atleet, die is gespecialiseerd in de sprint. In deze discipline won hij enkele medailles bij de Nederlandse kampioenschappen atletiek en kwam hij uit namens Nederland bij grote internationale kampioenschappen.

## Biografie
In 2013 behaalde Tromp zijn eerste medaille op een Nederlands kampioenschap, namelijk een bronzen plak op de 200 m. Met een tijd van 21,07 s eindigde hij achter Dennis Spillekom (goud; 20,96) en Jerrel Feller (zilver; 21,06). Het jaar erop won hij eveneens brons, maar ditmaal op de 100 m. In datzelfde jaar kwalificeerde hij zich voor de Europese kampioenschappen in Zürich. Daar liep hij een teleurstellende tijd van 11,28, waarmee hij meteen in de series was uitgeschakeld. Na afloop liet hij optekenen: "Die tijd liep ik in mijn juniorenperiode. Fysiek ben ik niet in orde. Mijn rug speelde op en dat merkte ik bij de start. Ik had totaal geen power."
In 2017 veroverde Tromp zijn eerste nationale titel. Op de 200 m was hij met 21,06 te sterk voor al zijn concurrenten.
Tromp is aangesloten bij AV NEA-Volharding en wordt gesponsord door Adidas. Zijn zus Joraima Tromp is Nederlands kampioene freefight karate geweest en stapte hierna over op het Thai/kickboksen.

## Kampioenschappen

### Nederlandse kampioenschappen
| Onderdeel | Jaar |
| --------- | ---- |
| 200 m     | 2017 |

## Persoonlijke records
Outdoor
| Onderdeel | Prestatie | Datum        | Plaats   |
| --------- | --------- | ------------ | -------- |
| 100 m     | 10,25 s   | 17 juli 2014 | Mannheim |
| 200 m     | 20,88 s   | 5 juli 2014  | Oordegem |

Indoor
| Onderdeel | Prestatie | Datum           | Plaats |
| --------- | --------- | --------------- | ------ |
| 60 m      | 6,81 s    | 2 februari 2013 | Gent   |

## Palmares

### 60 m
- 2012: 4e NK indoor - 6,91 s
- 2016: 6e NK indoor - 6,84 s

### 100 m
- 2014:  NK - 10,45 s
- 2014: 7e in serie EK - 11,28 s

### 200 m
- 2013:  NK - 21,07 s
- 2017:  NK - 21,06 s (+0,2 m/s)

### 4 x 100 m
- 2011: 5e Diamond League
- 2013: 5e WK - 38,37 s (reserve)
- 2014: 5e in serie IAAF World Relays - 38,52 s